# Estado vigilante nocturno
En filosofía política, un Estado vigilante nocturno (en inglés: Night-watchman state) o minarquía es un modelo estatal que propone la existencia de las funciones necesarias mínimas para mantener condiciones para el capitalismo laissez-faire. En el sentido más estricto, es un Estado cuyas funciones legítimas únicas son proporcionar a los ciudadanos los militares, la policía y los tribunales de justicia, conservando los poderes ejecutivo, judicial y legislativo, protegiéndolos así de la agresión física, el robo, el incumplimiento de contrato y fraude y la imposición de las leyes de propiedad (derechos de propiedad). Algunos le dan un sentido más amplio, y se extiende entonces a varios departamentos de servicio civil y emergencia y rescate (como los departamentos de bomberos).
El Reino Unido del siglo XIX ha sido descrito como el portaestandarte de esta forma de gobierno entre países europeos.

## Etimología
La expresión Nachtwächterstaat fue acuñada por el socialista alemán Ferdinand Lassalle en 1862 en un discurso en Berlín. Criticó al estado burgués liberal de gobierno limitado, comparándolo con un vigilante nocturno cuyo deber único era impedir el robo. La frase fue rápidamente cogida como descripción del gobierno capitalista, incluso cuando el liberalismo empezó a significar un estado más progresista. Ludwig von Mises, célebre economista liberal, opinó que Lassalle trataba con la expresión «de dejar en ridículo al gobierno limitado», pero que «no era más ridículo que los gobiernos que se preocupaban por la preparación de chucrut, la fabricación de botones de pantalón o la publicación de periódicos».

## Justificación
Los minarquistas generalmente justifican al Estado basándose en que es la consecuencia lógica de adherirse al principio de no agresión. Argumentan que el anarquismo no es práctico porque no es suficiente para hacer cumplir el principio de no agresión. Argumentan que esto se debe a que la aplicación de las leyes bajo el anarquismo está abierta a la competencia.  Otra justificación común es que la defensa privada y las firmas judiciales tienden a representar los intereses de quienes les pagan lo suficiente. Robert Nozick en Anarchy, State, and Utopia argumentó que un estado vigilante nocturno proporciona un marco que permite cualquier sistema político que respete los derechos individuales fundamentales.[cita requerida]